# Sarothrias eximius
Sarothrias eximius  (лат.) — вид мелких жуков рода Sarothrias из семейства Якобсонииды (Jacobsoniidae). Эндемик Сейшельских островов.

## Распространение
Сейшельские острова.

## Описание
Очень мелкие жуки, которые имеют длину около 2 мм (от 2,1 до 2,4 мм), желтовато-коричневого цвета. Максимальная ширина 0,79 мм. Надкрылья матовые. 
Формула лапок 3-3-3, булава усиков 3-члениковая.
Вид Sarothrias eximius Grouvelle, 1918 был впервые описан в 1918 году французским энтомологом Antoine Henri Grouvelle (1843-1917) а его валидный статус подтверждён в ходе ревизии, проведённой в 2015 году китайскими энтомологами (Wen-Xuan Bi, Шанхай; Chang-Chin Chen, Tianjin New Wei San Industrial Company, Limited, Tianjin; Mei-Ying Lin, National Zoological Museum of China, Пекин, Китай).